# Niederwürzbacher Weiher
Der Niederwürzbacher Weiher (auch Würzbacher Weiher) ist ein 12 ha großer See im saarländischen Niederwürzbach im Saarpfalz-Kreis.

## Lage
Der Niederwürzbacher Weiher erstreckt sich entlang der L 111 am Ortsrand von Niederwürzbach von nordwestlicher nach südöstlicher Richtung im Tal des Würzbaches. An westlichen Ende ragt eine Halbinsel in den See und teilt ihn. Der nördliche Arm des Weihers nimmt das Wasser des Geißbaches auf. Auf der Halbinsel stehen ein Ausflugslokal und ein villenähnliches Wohnhaus. Über den im Südosten gelegenen Staudamm verläuft eine Straße. Zulauf und Ablauf des Weihers ist der Würzbach. Am Ufer des Sees befindet sich auch der Bahnhof des Ortes an der Bahnstrecke von Saarbrücken nach Pirmasens. Der See ist Teil des Biosphärenreservats Bliesgau.

## Geschichte

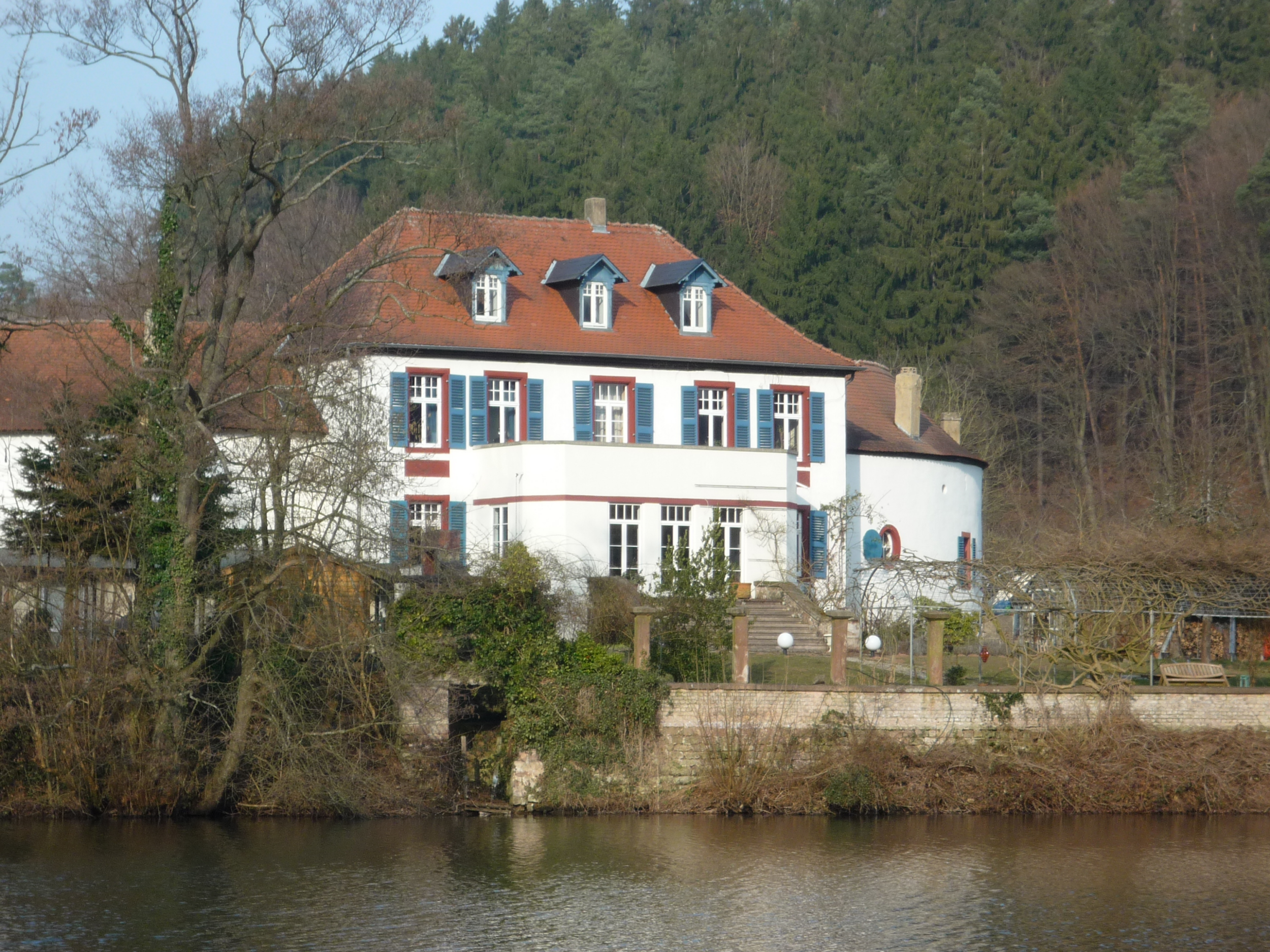
Annahof ("Runder Bau") von der Weiherseite

Der Weiher wurde künstlich angelegt. Im Jahr 1564 beschreibt der Geograph Tilemann Stella in seiner Beschreibung und Karte der Ämter Zweibrücken und Kirkel ihn wie folgt: 

„Der new weiher hört gehn Bliscastell, ist lang an einem horrn 1250 schrit und am andern 750 schrit und 80 breit“

 Die zugehörige Karte zeigt den alten Verlauf der Gemarkungs- und zugleich Hoheitsgrenze entlang der beiden Hörner des Weihers. 1781 kam durch einen Gebietsaustausch das Gebiet zwischen den beiden Hörnern des Weihers, auf dem heute das Gut Junkerwald besteht, zur Reichsgrafschaft von der Leyen.
Der See wurde zu dieser Zeit Teil eines herrschaftlichen Englischen Gartens, den die Gräfin Marianne von der Leyen zu Ende des 18. Jahrhunderts anlegen ließ. Am Ufer ließ Marianne von der Leyen zwei Sommersitze errichten, den Annahof, ein Gut, das heute als Hotel dient, und das Haus Monplaisir (auch Rotes Haus), das sich heute in Privatbesitz befindet. 
Auf einer Anhöhe auf der in den See ragenden Halbinsel befindet sich das Gut Junkerwald, eine Villa die Anfang des 20. Jahrhunderts der in St. Ingbert lebende Armen- und Hospitalarzt Dr. Karl Ehrhardt für seine Tochter erbauen ließ.

## Aktuelle Nutzung
Der See wird als Naherholungsgebiet genutzt. Am Nordufer des Sees befinden sich eine Liegewiese mit Beachvolleyball-Feld und Kinderspielplatz sowie ein städtischer Campingplatz mit Stellplätzen für Wohnmobile. Rund um den See führt eine Uferpromenade, die an das Wanderwegenetz der Region angeschlossen ist.